# Мария (принцесса Киликии)
Мария (?- после 1310) — принцесса Киликийского армянского царства. Происходила из рода Хетумидов. Дочь короля Хетума I и Забел.

## Биография
Мария происходит из армянской династии  Хетумидов. Родилась в семье короля Киликийского армянского царства Хетума I и королевы Забел. 17 марта 1266 года вышла замуж за Ги Ибелина, сына сенешаля Кипрского королевства Балдуина Ибелина. В 1308 году, подобно своей сестре Евфимии, стала игуменьей  монастыря св. Богородицы  на Кипре. Умерла в возглавляемом ею монастыре в 1310 году.

## Семья
муж: Ги Ибелин
дети: 
- Торос Ибелин (? - после 1307)

Ж. - Забел
- Изабелла Ибелин (1270 - после 1306)

М. - Хетум Патмич